# Angel (metrostation)
Station Angel is een station van de metro van Londen aan de Northern Line. Het station is geopend in 1901. Het station is voornamelijk bekend om zijn roltrap. Met een lengte van 60 meter is de roltrap die naar de perrons leidt de langste in het metrosysteem van Londen.

## Geschiedenis

### City & South London Railway
Het station werd oorspronkelijk gebouwd door de City & South London Railway (C&SLR) en opende op 17 november 1901 als noordelijk eindpunt van de lijn. Op 12 mei 1907 werd de lijn doorgetrokken naar Euston waar ruim een maand later ook de CCE&HR, kortweg Hampstead Tube, een station kreeg. Het bovengrondse stationsgebouw stond in Torrens Street vlak bij het kruispunt van Islington High Street en Pentonville Road waar vroeger het naamgevende café stond. Zoals met veel van de stations van de C&SLR, werd ondergronds een eilandperron gebouwd dat via een reizigerstunnel en liften verbonden was met het stationsgebouw. De drie elektrische liften werden geleverd door Euston Anderson en hadden ieder een eigen liftkoker.

### Yerkes
In 1899 hadden meerdere metrobedrijven plannen voor metrolijnen ten noorden van de Theems met geboorde tunnels, tubes, zoals de C&SLR al ten zuiden van de Theems had gerealiseerd. Deze bedrijven waren allemaal op zoek naar geld om de aanleg te bekostigen en in 1902 kocht de Amerikaanse investeerder Yerkes de aandelen van vier van deze projecten, waaronder de Hampstead Tube. Deze bedrijven werden ondergebracht in de Underground Electric Railways Company of London Limited (UERL), Yerkes zelf overleed in 1905 maar de lijnen (Bakerloo/Hampstead/Piccadilly) werden in 1906 en 1907 geopend. In 1913 kocht de UERL ook de C&SLR die echter smallere tunnels had dan het standaardprofiel van Yerkes. UERL wilde dan ook de tunnels van de C&SLR ombouwen tot standaard afmetingen maar de Eerste Wereldoorlog verhinderde dit.
Na afloop van de oorlog werden de plannen weer opgepakt en op 8 augustus 1922 werd Angel gesloten voor ombouw. Behalve de verbreding van de tunnels werden de tegels op de gevel vervangen en ook de liften werden vervangen door exemplaren van Otis. Het eilandperron bleef echter bestaan, zodat het een enkelgewelfdstation bleef vergelijkbaar met Clapham Common en Clapham North. Op 20 april 1924 werd het station heropend en werd de lijn bij Euston aan de Hampstead tube gekoppeld zodat doorgaande diensten tussen de C&SLR en de Hampstead tube mogelijk waren. In 1933 werd het OV in Londen genationaliseerd in London Transport dat de combinatie Morden Edgware Line noemde. In 1937 werd deze omgedoopt in Northern Line als verwijzing naar het Northern Heights project.

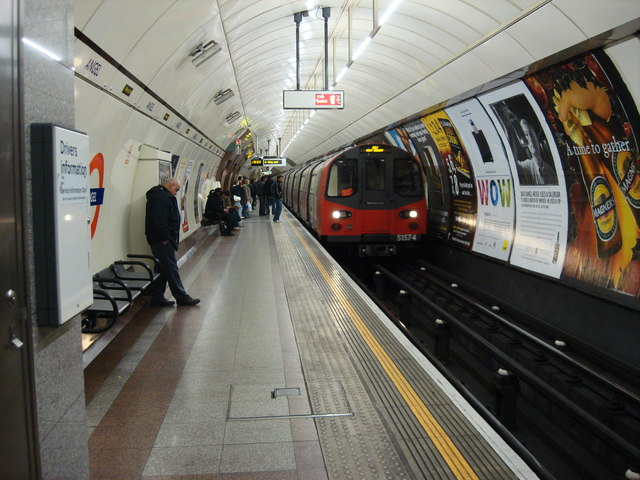
Het perron uit 1992
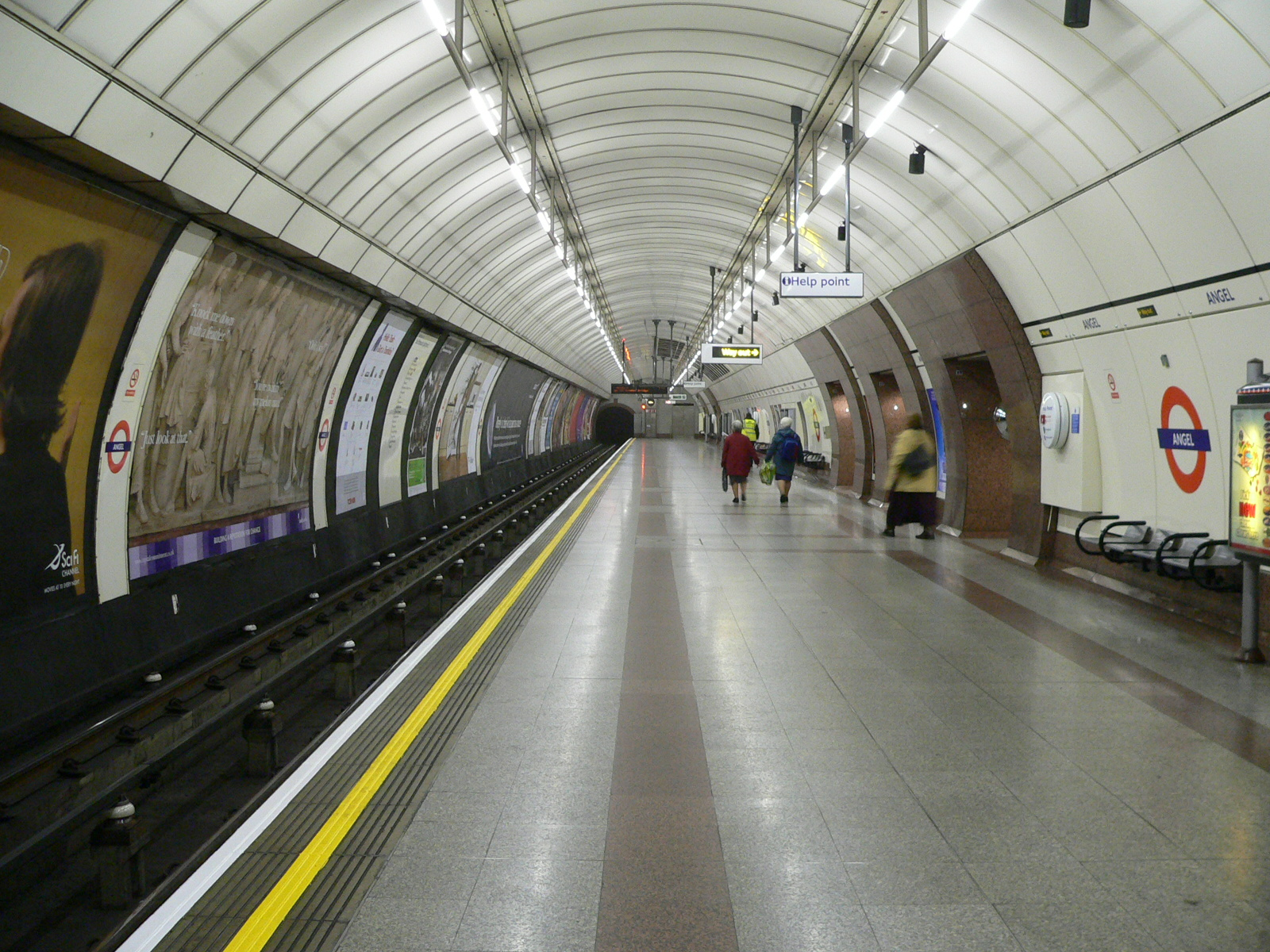
Het extra brede perron
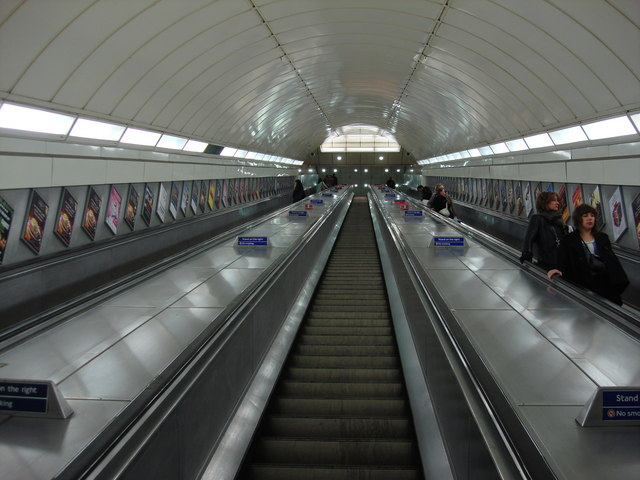
De langste roltrappen van de Londense metro

### Verbouwing
Het station had van meet af aan regelmatig te maken met een te grote reizigersstroom wat in combinatie met het perron van 3,7 m breed een groot veiligheidsprobleem vormde en terechte angst bij de passagiers veroorzaakte. Om dit op te lossen werd het station begin jaren 90 van de 20e eeuw verbouwd waarbij iedere rijrichting in een eigen tunnel werd ondergebracht. De gelegenheid werd aangegrepen om ook de liften te vervangen door roltrappen en zoals al eerder betekende dit ook voor Angel dat de bovengrondse ingang verplaatst moest worden. Ten zuiden van de bestaande tunnel werd een nieuwe geboord voor het spoor en perron voor de noordelijke richting.
Het bestaande spoor naar het noorden werd bij het eilandperron getrokken zodat het spoor naar het zuiden nu over een van de breedste perrons van de Londense metro beschikt. Tussen de sporen kwam een verdeelhal die aan de westkant met een roltrapgroep verbonden is met een reizigerstunnel vlak boven de sporen. Haaks op deze tunnel ligt de bovenste roltrapgroep die de verbinding vormt met de stationshal. Deze roltrapgroep overbrugt een hoogteverschil van 27 meter en is 61 meter lang. Hiermee zijn het de langste roltrappen van het metronet en na Terminal 5 op Heathrow de een na langste van het Verenigd Koninkrijk. De nieuwe stationshal aan Islington High Street werd samen met het nieuwe perron geopend op 10 augustus 1992, het verbrede perron volgde op 17 september 1992. In 2007 werd groot onderhoud verricht waarbij het aantal bewakingscamera's werd uitgebreid tot 77 en er negen hulpzuilen werden geplaatst met nieuwe inductielussen om slechthorende passagiers beter te helpen. Daarnaast werd er nieuwe communicatieapparatuur geïnstalleerd en werden beschadigde borden vervangen door nieuwe.

### Roltrap ski incident
In 2006 skiede een Noor van de roltrap in het station en haalde daarbij een topsnelheid van ruim 45 km/u, terwijl hij de stunt vastlegde met een op een helm gemonteerde camera. De beelden waren een succes op You Tube maar de underground veroordeelde de stunt in een persverklaring; “Dit is een gevaarlijke, domme en onverantwoordelijke daad die had kunnen leiden tot ernstig letsel of de dood van niet alleen de betrokkene, maar ook van andere reizigers”.

## Ligging en inrichting
Toen Angel in 1901 werd geopend lag er ten oosten van het perron een kopspoor ten zuiden van de doorgaande sporen dat vanaf het station bereden kon worden. Op 23 januari 1959 werd dit spoor samen met het seinhuis aldaar gesloten om de dienstuitvoering te vereenvoudigen. De tunnel van het kopspoor beleef jarenlang ongebruikt totdat die deels werd hergebruikt voor het nieuwe spoor dat werd gebouwd in 1992. Angel is een van de veertien stations met alleen roltraptoegang tot de perrons. Het station aan Islington High Street ligt in de buurt van verschillende theaters buiten West End zoals het Old Red Lion Theatre, Sadler's Wells Theatre, het King's Head Theatre en het Almeida Theatre. Het is ook het dichtstbijzijnde station bij de hoofdcampus van de City University, Chapel Market, en de antiekmarkt en handelaren van Camden Passage. Tussen Angel en Old Street ligt het spookstation City Road. Het gebied rondom Angel wordt in de toekomstvisie London Plan (2004/2015) aangeduid als een van de 35 major centres in Groot-Londen.

## Reizigersdiensten
De metro rijdt tussen 6:03 uur en 0:25 uur afhankelijk van de drukte iedere 3 tot 6 minuten in beide richtingen. Bovengronds doen meerdere buslijnen het station aan.
Angel is voorgesteld als station van Crossrail 2 (Chelsea-Hackney-lijn) en daarmee als overstap tussen Crossrail 2 en de Northern Line. Afhankelijk van de aangelegde route ligt het tussen King's Cross St. Pancras en Dalston Junction of Hackney Central. Het werd officieel vastgelegd als onderdeel van de route in 2007, hoewel er al veel eerder voorstellen voor een route waren en de bouwbeperkingen langs de beoogde route al sinds 1991 van kracht waren.

## In de media
- De roltrappen van het station en het zuidelijke perron waren te zien in de Bollywood-film Dilwale Dulhania Le Jayenge.
- Het station (vóór de wederopbouw) was het onderwerp van een 1989-editie van de 40 Minutes BBC-documentaireserie getiteld 'Heart of the Angel'.